# Chaos (Mathea)
Chaos è un singolo della cantante austriaca Mathea, pubblicato il 21 giugno 2019 su etichetta discografica Earcandy Recordings come secondo estratto dall'EP M1.

## Tracce
1. Chaos – 3:02

## Classifiche
| Classifica (2019) | Posizione massima |
| ----------------- | ----------------- |
| Austria           | 6                 |